# Alanis (pel·lícula)
Alanis és una pel·lícula argentina dramàtica de 2017 coescrita i dirigida per Anahí Berneri i protagonitzada per Sofía Gala Castiglione.
Se centra en una jove dona de baixos recursos que exerceix el treball sexual i és empesa a subsistir després que autoritats policials falsament l'acusin de "tràfic de persones" i li llevin el seu habitatge. A partir d'allí es narren les tribulacions d'una noia de l'ofici que a més és mare. La seva protagonista Sofía Gala va ser molt elogiada per la seva actuació.
Va ser l'obra més premiada del Festival de Sant Sebastià en rebre tres guardons: la Conquilla de Plata a la millor direcció, a la millor actriu per Sofía Gala Castiglione, i el Premi Cooperació Espanyola.

## Sinopsi
Alanis és una jove treballadora sexual i mare d'un petit fill, qui viu en un apartament al costat de la seva amiga Gisela. Un dia, uns homes desconeguts arriben a l'apartament amb identitats falses i fent-se passar per clients, per a interrogar a Alanis i Gisela amb motius de clausurar-los el lloguer de l'apartament i formular càrrecs de "prostitució i tràfic de persones". A partir d'allí, Alanis perd el departament on treballava i la seva situació socioeconòmica empitjora dràsticament, havent de lluitar per sobreviure en una societat autoritària que deshumanitza les treballadores sexuals i els pobres. Malgrat diverses dificultats, Alanis es nega a donar-se per vençuda i ha d'enfrontar la cruesa de la seva situació.

## Repartiment
- Sofía Gala Castiglione - Alanis
- Dante Della Paolera - Dante
- Dana Basso - Gisela
- Silvina Sabater - Andrea
- Carlos Vuletich - Román
- Estela Garelli - Asistente social
- Santiago Pedrero - Santiago
- Julián Calviño
- Javier Van De Couter
- Marina Cohen

## Premios i nominacions

### Participació en festivals de cinema
| Festival             | Data d'esdeveniment         | Categoria                 | Premi      | Ref.  |
| -------------------- | --------------------------- | ------------------------- | ---------- | ----- |
| Festival de Toronto  | 7 al 17 de setembre de 2017 | Contemporary World Cinema | Nominada   | [ 5 ] |
| Festival de l'Havana | 8 al 17 de desembre de 2017 | Secció oficial            | Guanyadora | [ 6 ] |
| Festival de l'Havana | 8 al 17 de desembre de 2017 | Millor actriu             | Guanyador  | [ 6 ] |

### Premis Sur
Aquests premis seran entregats per l'Academia de las Artes y Ciencias Cinematográficas de la Argentina en 2018.
| Any  | Categoria               | Candidat                            | Resultat   |
| ---- | ----------------------- | ----------------------------------- | ---------- |
| 2017 | Millor director         | Anahí Berneri                       | Nominada   |
| 2017 | Millor actriu           | Sofía Gala Castiglione              | Guanyadora |
| 2017 | Millor actriu revelació | Danna Basso                         | Nominada   |
| 2017 | Millor guió             | Anahí Berneri Javier Van De Counter | Nominats   |

### Premis Cóndor de Plata
Aquests premis seran entregats per l'Asociación de Cronistas Cinematográficos de la Argentina el 2018.
| Any  | Categoria            | Candidat                           | Resultat   |
| ---- | -------------------- | ---------------------------------- | ---------- |
| 2018 | Millor Pel·lícula    | Alanis                             | Nominada   |
| 2018 | Millor Direcció      | Anahí Berneri                      | Nominada   |
| 2018 | Millor Actriu        | Sofía Gala Castiglione             | Guanyadora |
| 2018 | Millor Guió Original | Anahí Berneri Javier Van de Couter | Nominats   |
| 2018 | Millor banda sonora  | Nahuel Berneri                     | Nominat    |